# 平工剛郎
平工 剛郎(ひらく たけお、1937年 - )は、日本の元官僚。実業家。
北海道開発庁企画室長、計画監理官、（株）北海道道路サービス代表取締役社長、北海道総合研究センター代表を歴任。

## 経歴
1956年に岐阜県立華陽高等学校卒業。中央大学法学部卒業。北海道大学大学院文学研究科博士課程修了（文学博士・日本史）。2012年、瑞宝中綬章受賞。

## 著書
単著
- 『戦後における北海道開発体制の成立過程 : 北海道開発庁・北海道開発局の設置経過を中心に : 開発の軌跡』（北海道開発協会、2005年）
- 『地域構造の変革と北海道開発事業について : 新篠津村の事例を中心に』（北海道総合研究センター、2006年）
- 『戦後の北海道開発 : 体制の成立経過と地域課題への取り組み』（北海道出版企画センター、2011年）
- 『北の漂泊者 飛騨屋久兵衛』（北海道出版企画センター、2016年）